# Court House Crooks
Court House Crooks est un film américain réalisé par Ford Sterling et produit par Mack Sennett, sorti en 1915.

## Fiche technique
- Réalisation : Ford Sterling
- Producteur : Mack Sennett
- Genre : Comédie[1]
- Pays de production :  États-Unis
- Durée : 22 minutes
- Date de sortie : 5 juillet 1915[2].

## Distribution
- Ford Sterling : le District Attorney
- Charles Arling : Judge Grey
- Minta Durfee : la femme du juge
- Doris Baker : Little Sister (non créditée)
- Billie Bennett : Mother (non créditée)
- Harold J. Binney : Large Juror (non crédité)
- Louise Carver : Older Woman (non crédité)
- Patrick Kelly : Man Next to Large Man (non crédité)
- Jack Mintz : Juré
- Harold Lloyd : un jeune homme (non crédité)
- Eddie Nolan : un policier
- Dan Albert : Soda Jerk

## Statut du film
Une copie du film est conservée dans la collection de la Bibliothèque du Congrès.